# Lydia Becker

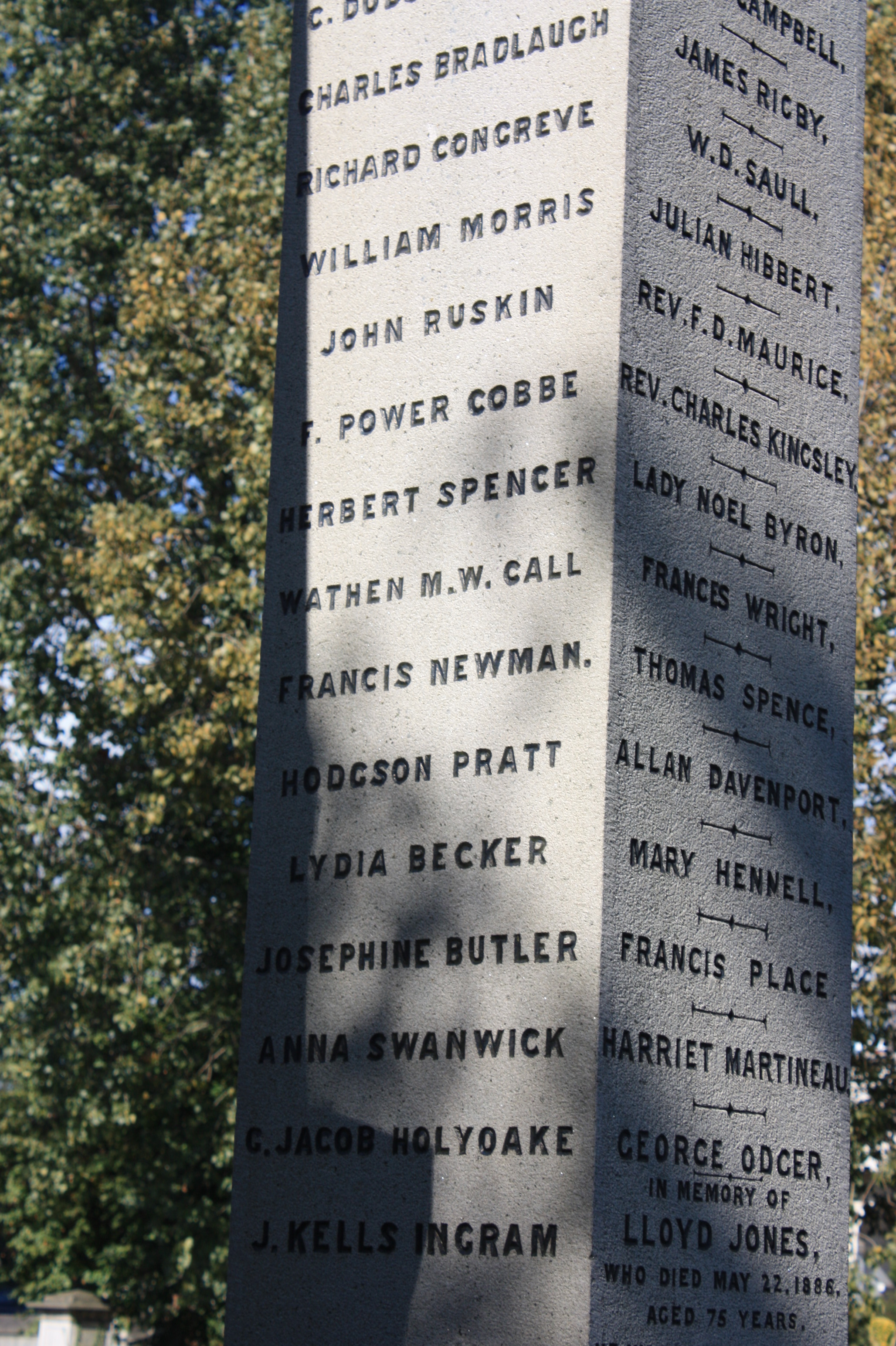
Nom de Lydia Becker a la secció inferior del memorial de Reformistes, Kensal Green Cemetery

Lydia Ernestine Becker (24 febrer 1827 – 18 juliol 1890) va ser una dirigent del primer moviment sufragista britànic, així com una científica aficionada a qui interessaven la biologia i l'astronomia. És recordada per fundar i publicar el Women's Suffrage Journal entre 1870 i 1890.

## Biografia
Nascuda a Manchester, va ser la filla més gran d'Hannibal Becker, el pare del qual, Ernst Becker, hi havia emigrat d'Ohrdruf (Thuringia). Becker va ser educada a casa, com moltes noies en aquell temps. Intel·lectualment curiosa, va estudiar botànica i astronomia des dels 1850s en endavant, guanyant una medalla d'or el 1862 per un treball sobre horticultura. Un oncle, més que els seus pares, la va animar en aquesta direcció. Cinc anys més tard, va fundar la Societat Literària de les Senyores a Manchester. Va començar una correspondència amb Charles Darwin i poc després el va convèncer per enviar un article a la societat. En el curs de la seva correspondència, Becker va enviar a Darwin unes quantes mostres de plantes dels camps que envolten Manchester. També va enviar Darwin una còpia del seu "petit llibre", Botànica per Novells (1864). Becker va ser una més d'unes quantes dones del segle xix que van contribuir, sovint de forma rutinària, al treball científic de Darwin. La seva correspondència i el seu treball relacionat suggereixen que Becker va tenir un interès particular en les plantes bisexuals i hermafrodites que, potser, li van mostrar la potent evidència 'natural' d'un altre ordre sexual i social.
Va ser també reconeguda per les seves contribucions científiques pròpies, essent guardonada amb un premi nacional en els 1860s per una col·lecció de plantes seques que va preparar utilitzant un mètode que va enginyiar de manera que es retenien els seus colors originals. Va presentar un article botanica a la reunió de la British Association for the Advancement of Science del 1869 sobre l'efecte de la infecció fúngica en el desenvolupament sexual d'en una d'espècie de la planta. La botànica va seguir sent important per a ella, però el seu treball pel sufragi femení va esdevenir a funció central de la seva vida. La seva implicació en la promoció de l'educació científica de noies i dones va abordava conjuntament aquests dos aspectes junts.
A la tardor de 1866 Becker va assistir a la reunió anual de l'Associació Nacional per l'Avenç de Ciència Social, on es va entusiasmar per l'article de Barbara Bodichon "Reasons for the Enfranchisement of Women" (Raons per l'alliberament de les dones). Es va dedicar a treballar al voltant del tema i el gener 1867 va convocar la primera reunió del Comitè de Sufragi de les Dones de Manchester, una de les primeres organitzacions d'aquest tipus a Anglaterra.
Uns mesos més tard, una viuda propietaria de botiga, Lilly Maxwell, va aparèixer erròniament al registre dels votants de Manchester. No va ser la primera, però va ser una bona oportunitat per fer nepublicitat. Becker va visitar Maxwell i la va acompanyar al col·legi electoral. El rector va trobar el nom de Maxwell a la llista i li va permetre votar. Becker va començar immediatament a animar a altres dones de la regió a demanar que els seus noms apareguessin a la llista. Les seves reclamacions van ser presentades al jutjat per Sir John Coleridge i Richard Pankhurst a Chorlton v. Lings, però el cas va ser desestimat.
El 14 d'abril de 1868, va tenir lloc la primera reunió pública de la National Society for Women's Suffrage a la Sala de Comerç Lliure de Manchester. Els tres ponents principals van ser Agnes Pochin, Anne Robinson i Becker. Becker va proposar que es concedís a les dones el dret de vot en els mateixos termes que els homes.
Becker subsegüentment va començar una gira de conferències per ciutats del nord d'Anglaterra en nom de la societat. El juny de 1869, Becker i companyes de campanya van assolir l'èxit d'assegurar el vot de les dones a les eleccions municipals. Després d'haver fet campanyes per a la inclusió de dones a les juntes escolars, el 1870 va ser una de les quatre dones elegides al consell escolar de Manchester, on va servir fins a la seva mort. En el mateix any, Becker i la seva amiga Jessie Boucherett van fundar el Women's Suffrage Journal i poc després van començar a organitzar tours de xerrades per a dones, una raresa en aquella època a Gran Bretanya. En un esdeveniment de 1874 a Manchester organitzat per Becker, Emmeline Pankhurst, de quinze anys, va experimentar la seva primera reunió pública en nom del sufragi de les dones.
El Journal va ser la publicació més popular relacionada amb el sufragi femení a la Gran Bretanya del segle xix. Roger Fulford, en el seu estudi sobre el moviment Votes for Women: The Story of a Struggle, escriu: "La història de les dècades del 1860 al 1890 - pel que fa al sufragi de les dones, és la història de la senyoreta Becker". El Journal va publicar discursos de tot el país, tant dins com fora del Parlament. Becker va publicar la seva correspondència amb els seus partidaris i els seus oponents, sobretot el 1870, quan va castigar el diputat de Caernarvonshire després que votés en contra d'una proposta que oferia el vot a les dones.
El 1880, Becker i els seus col·laboradors van fer campanya a l'Illa de Man pel dret de les dones a votar a les eleccions de la House of Keys. Inesperadament, van tenir molt èxit i van assegurar els drets pel vot de les dones a l'Illa de Man per primer cop en les eleccions del març de 1881. Becker va esdevenir la cap del Central Committee of the National Society for Women's Suffrage. Aquesta organització es va constituir el 1871. Altres membres de comitè eren Helen Blackburn, Millicent Fawcett, Jessie Boucherett, Eva McLaren, Margaret Lucas Brillant, Priscilla Bright McLaren i Frances Power Cobbe.
Becker es diferenciava de moltes feministes primerenques respecte a la feminitat essencialitzada. Argumentant que no hi havia cap diferència natural entre l'intel·lecte dels homes i les dones, Becker va ser una defensora d'un sistema d'educació sense gènere a Gran Bretanya. També es va diferenciar de moltes activistes del sufragi en reclamar amb més intensitat els drets de vot de les dones solteres. Les dones lligades amb els marits i amb fonts d'ingressos estables, creia Becker, necessitaven menys el vot que les vídues i les dones solteres. Aquesta actitud la va convertir en un objectiu freqüent en els dibuixos i comentaris de diaris, ridiculitzant-la.
El 1890 Becker va visitar la ciutat de balneari de Aix-les-Bains, on va caure malalta i va morir de diftèria, tenia 63 anys.